# Iuliu Moisil
Iuliu Moisil (n. 19 mai 1859, Năsăud, Principatul Transilvaniei – d. 28 ianuarie 1947, Năsăud, Bistrița-Năsăud, România) a fost un publicist român, membru de onoare al Academiei Române din anul 1943.
S-a născut în Năsăud, fiu al vicarului foraneu al Rodnei Grigore Moisil și unchi al istoricului Constantin Moisil. De religie greco-catolică, a urmat cursurile Liceului Grăniceresc din Năsăud (actualul Colegiu Național „George Coșbuc”). S-a înscris apoi la Politehnica din Viena, unde a studiat chimia industrială și științele naturale, și unde a fost un membru activ al societății România Jună. A revenit acasă în 1885 și, după o scurtă perioadă petrecută în Bucovina, devine profesor de fizică la Liceul „Radu Greceanu” din Slatina (1886). În 1894 s-a transferat la Liceul „Tudor Vladimirescu” din Târgu Jiu. Titularizat pe post în anul următor, a supravegheat construcția clădirii școlii. A fondat periodicul Amicul tinerimii în 1896, pe care l-a condus până în 1899, după care a continuat activitatea publicistică în București. În 1897 a fondat societatea bancară Cerbul, ocupând postul de președinte. În 1900 a ajutat la înființarea Muzeului Gorjului alături de Alexandru Ștefulescu. De asemenea, în același an, la Târgu Jiu, a fondat prima școală de olărit din Oltenia.
În 1906 Moisil s-a mutat în București, unde a ajutat la organizarea Expoziției Generale Române. Ulterior (1906–1910) a lucrat ca secretar la Muzeul de etnografie, artă națională, artă decorativă și industrială. Apoi a devenit bibliotecar la Muzeul Pedagogic (1910) și, ulterior, director (1921). În 1911 obține cetățenia română, păstrând legăturile cu românii din Transilvania, fiind șeful secțiunii din Oltenia al Ligii pentru Unitatea Culturală a tuturor Românilor (1892). A fost un susținător al unirii Transilvaniei cu România.
În 1931 s-a întors în Năsăud; împreună cu Virgil Șotropa și Iulian Marțian a contribuit la înființarea Muzeului Militar al Grănicerilor, secției locale a bibliotecii Academiei Române și secției locale a Arhivelor Naționale ale României. A condus până la sfârșitul vieții secția din Năsăud a Asociației ASTRA. În ultimii ani ai vieții a scris cea mai mare parte a lucrărilor dedicate personalităților locale, pe care le-a publicat în două volume, în 1937 și 1939. A tradus The Story of My Life de Helen Keller și On The Trail of Ancient Man de Roy Chapman Andrews. În concluzie, opera sa numără sute de lucrări, în care a abordat o gamă largă de subiecte. Printre periodicele la care a contribuit s-au numărat Buletinul Societății Române de Geografie, Convorbiri Literare, Arhivele Olteniei, Arhiva Someșană și Vatra.
La propunerea lui Dimitrie Gusti, Moisil a fost ales membru de onoare al Academiei Române (mai 1943). În 1907 a primit titlul de Cavaler al  Ordinului „Coroana României”.